# أيزو 3166-2:CU
أيزو 31166-2:CU هو الجزء المخصص لدولة كوبا في أيزو 3166-2، وهو جزء من معيار أيزو 3166 الذي نشرته المنظمة الدولية للتوحيد القياسي (أيزو)، والذي يُعرف رموز لأسماء التقسيمات الرئيسية (مثل الأقاليم، الجهات، المقاطعات أو الولايات) من جميع البلدان في ترميز أيزو 3166-1.
يتكون كل رمز من جزئين مفصولين بواصلة. الجزء الأول هو CU، وهو رمز وأيزو 3166-1 حرفي 2 للبلد. أما الجزء الثاني فهو عبارة عن حرفين.

## الرموز الحالية
| الرمز | التقسيم                   | الفئة      |
| ----- | ------------------------- | ---------- |
| CU-15 | أرتيميسا (مقاطعة)         | مقاطعة     |
| CU-09 | كاماغوي (مقاطعة)          | مقاطعة     |
| CU-08 | مقاطعة سيغو دي أفيلا      | مقاطعة     |
| CU-06 | سينفويغوس (مقاطعة)        | مقاطعة     |
| CU-12 | غرانما (مقاطعة)           | مقاطعة     |
| CU-14 | غوانتانامو (مقاطعة)       | مقاطعة     |
| CU-11 | هولغوين (مقاطعة)          | مقاطعة     |
| CU-03 | هافانا                    | مقاطعة     |
| CU-10 | مقاطعة لاس توناس          | مقاطعة     |
| CU-04 | ماتنزاس (مقاطعة)          | مقاطعة     |
| CU-16 | مايا بيكيه (مقاطعة)       | مقاطعة     |
| CU-01 | بينار دل ريو (مقاطعة)     | مقاطعة     |
| CU-07 | سانكتي سبيريتوس (مقاطعة)  | مقاطعة     |
| CU-13 | سانتياغو دي كوبا (مقاطعة) | مقاطعة     |
| CU-05 | فيللا كلارا (مقاطعة)      | مقاطعة     |
| CU-99 | جزيرة خوفينتود            | بلدية خاصة |